# Masjid Salman
Die Salman-Moschee (arabisch مسجد سلمان, englisch Amin Salman Mosque) ist eine Moschee in Dschibuti-Stadt, Dschibuti.
Die Salman-Moschee steht an der Ausfallstraße (RN-2) zum Flughafen, südlich des Stadtzentrums und ist ein Bauwerk mit großem Vorplatz, einer kleinen Kuppel und zwei gedrungenen Minaretten in abbasidischem Stil. Sie bietet Platz für bis zu 1500 Gläubige.